# Старий Славошев
Старий Славошев (пол. Stary Sławoszew) — село в Польщі, у гміні Дашина Ленчицького повіту Лодзинського воєводства.
Населення — 170 осіб (2011).
У 1975-1998 роках село належало до Плоцького воєводства.

## Демографія
Демографічна структура станом на 31 березня 2011 року:
|          | Загалом | Допрацездатний вік | Працездатний вік | Постпрацездатний вік |
| -------- | ------- | ------------------ | ---------------- | -------------------- |
| Чоловіки | 85      | 18                 | 55               | 12                   |
| Жінки    | 85      | 16                 | 42               | 27                   |
| Разом    | 170     | 34                 | 97               | 39                   |